# Municipio de Bridgewater (Dakota del Sur)
El municipio de Bridgewater (en inglés: Bridgewater Township) es un municipio ubicado en el condado de McCook en el estado estadounidense de Dakota del Sur. En el año 2010 tenía una población de 127 habitantes y una densidad poblacional de 1,41 personas por km².

## Geografía
El municipio de Bridgewater se encuentra ubicado en las coordenadas 43°32′9″N 97°32′25″O / 43.53583, -97.54028. Según la Oficina del Censo de los Estados Unidos, el municipio tiene una superficie total de 89.8 km², de la cual 89,51 km² corresponden a tierra firme y (0,33 %) 0,3 km² es agua.

## Demografía
Según el censo de 2010, había 127 personas residiendo en el municipio de Bridgewater. La densidad de población era de 1,41 hab./km². De los 127 habitantes, el municipio de Bridgewater estaba compuesto por el 95,28 % blancos, el 0,79 % eran asiáticos y el 3,94 % eran de una mezcla de razas. Del total de la población el 1,57 % eran hispanos o latinos de cualquier raza.